# باهرة متنوعة
باهرة متنوعة (الاسم العلمي: Agave difformis) هو نوع من النباتات يتبع جنس الباهرة من الفصيلة الهليونية.